# Inmigración alemana en Canadá
La inmigración alemana en Canadá es el flujo migratorio de alemanes en Canadá. Según el censo canadiense de 2011 residen en el país 430 000 alemanes y alrededor de 3 179 425 canadienses son de origen étnico alemán.
Solo una pequeña fracción de los germano-canadienses son descendientes de inmigrantes de lo que hoy es Alemania. Muchos más han venido de las poblaciones alemanas de Europa del Este y Rusia (alemanes de Rusia) con un número significativo de alemanes procedentes de Suiza y los Países Bajos. Algunos también han llegado de Austria. 
Otro gran grupo fue el de las personas de origen alemán que vinieron a Canadá después de pasar una cantidad significativa de tiempo en los Estados Unidos. La inmigración y población alemana en Canadá es una de las más grandes e importantes del continente americano, junto con las de los Estados Unidos, Brasil y Argentina.

## Historia
Un pequeño número de alemanes llegaron a la Nueva Francia con los franceses y los canadienses mixtos. Sin embargo, la primera ronda importante de la inmigración alemana a Canadá comenzó después de la conquista británica de Nueva Escocia. Muchos alemanes habían servido en el ejército británico y se los eligió para instalarse en las nuevas tierras. Muchos más llegaron como algunos de los protestantes extranjeros. Estos fueron los protestantes continentales invitados a venir a Nueva Escocia para contrarrestar la gran cantidad de acadianos de fe católica. Esta afluencia se inició alrededor de 1751 y hasta el día de hoy, la costa sur de Nueva Escocia está llena ciudades con nombres  y apellidos alemanes, e iglesias luteranas.
La Revolución Americana produjo un grupo aún mayor de inmigrantes alemanes en Canadá. Los descendientes de alemanes están formados por un porcentaje significativo de lealistas del imperio. Para derrotar a la revolución, y más tarde para defender la América del Norte Británica de ella, los británicos utilizaron un gran número de mercenarios alemanes. Muchos de ellos optaron por establecerse en Canadá una vez que sus terminó su tiempo de servicio. Muchos mercenarios alemanes del regimiento de Brunswick se establecieron en Quebec, al suroeste de Montreal y al sur de la ciudad de Quebec.
El grupo más grande que huyó de los Estados Unidos fueron los menonitas cuyo pacifismo fue objeto de discriminación en los nuevos Estados Unidos. Se mudaron a lo que hoy es el suroeste de Ontario, asentándose alrededor de Berlín, Ontario (ahora conocido como Kitchener y Waterloo). Este gran grupo también atrajo a los nuevos inmigrantes procedentes de Alemania, alrededor de 50 000 del total en la región durante las siguientes décadas.

### sigloXIX
Los protestantes alemanes desarrollaron la Iglesia Luterana a lo largo de las líneas canadienses. En el condado de Waterloo, Ontario, con un gran número alemanes que llegaron después de 1850, las iglesias luteranas jugaron un papel importante en la vida religiosa, cultural y social de la comunidad. Después de 1914, el inglés se convirtió en el idioma preferido para los sermones y publicaciones. En ausencia de un seminario, las iglesias capacitaron a sus propios ministros, pero no hubo un cisma doctrinal en la década de 1860. Mientras que los protestantes de habla inglesa promovieron el Evangelio social y la prohibición, los luteranos se mantuvieron aparte.

### sigloXX

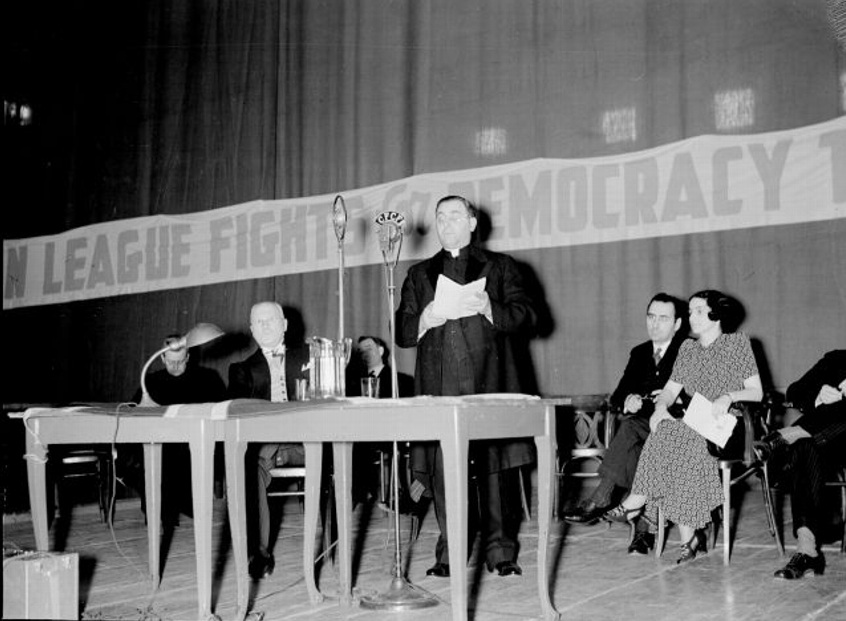
Una reunión germano-canadiense antinazi en Montreal en abril de 1939.

Desde 1896, la población del oeste canadiense comenzó a recibir las remesas más grandes de inmigrantes alemanes étnicos, en su mayoría de Europa del Este. Una vez más, los menonitas de Rusia eran especialmente numerosos, debido a su persecución por el régimen zarista en Rusia. Los agricultores, acostumbrados a las duras condiciones de la agricultura en Rusia, fueron algunos de los más exitosos en la adaptación a las praderas canadienses. Esto se aceleró cuando, en la década de 1920, Estados Unidos impuso cuotas a la inmigración europea del Este. Poco después, Canadá impuso sus propios límites, e impidió emigrar a Canadá a la mayoría de los que trataban de huir del Tercer Reich. Muchos de los menonitas se establecieron en Winnipeg y Steinbach, (Manitoba), y el área justo al norte de Saskatoon (Saskatchewan).
En los años transcurridos desde la Segunda Guerra Mundial ha habido cerca de 400 000 inmigrantes de lengua alemana.
Mientras que los alemanes son uno de los mayores grupos étnicos constituyentes en Canadá, a su vez son mucho menos visibles que otros. En parte esto se debe a que las grandes olas de inmigración alemana comenzaron hace muchas décadas atrás y desde entonces los alemanes se han asimilado en gran medida. Cultural, lingüística, y físicamente, hay mucho menos para distinguir a los alemanes de la mayoría anglo-francesa en comparación con otros grupos de inmigrantes. También es importante que durante las dos guerras mundiales los alemanes eran considerados como enemigos. Muchos canadienses trataron de ocultar su ascendencia alemana, algunos dejando de hablar alemán, y otros incluso cambiando sus apellidos. Algunos topónimos alemanes cambiaron de nombre, como el de Berlín a Kitchener, Ontario.

## Geografía

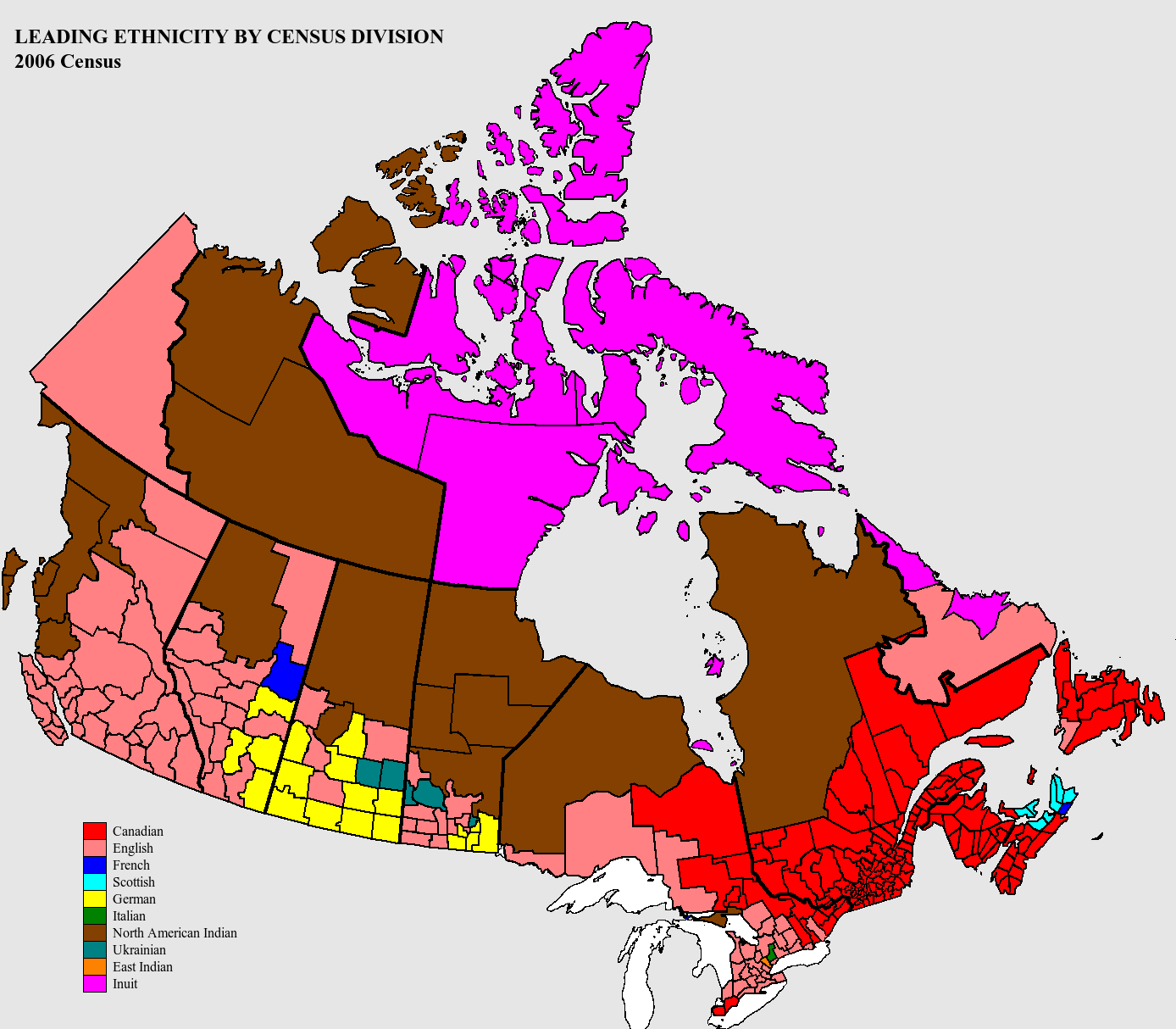
Gente que se ha identificado a sí misma como descendiente de alemanes son la mayoría en muchas partes de las praderas canadienses (áreas en color amarillo).

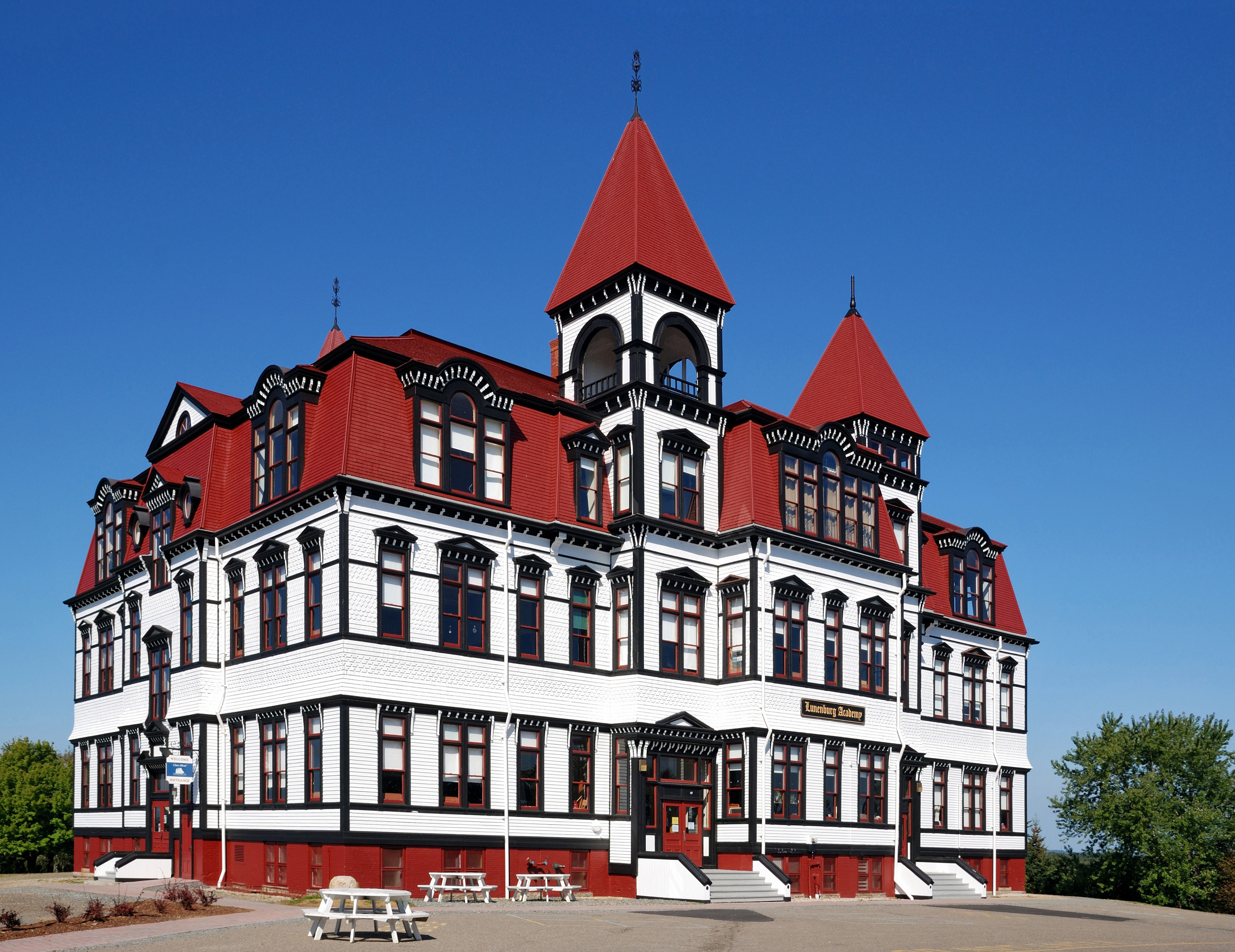
La Academia Lunenburg, en Lunenburg (Nueva Escocia), uno de los edificios de mayor valor arquitectónico e histórico de la ciudad. Muchos inmigrantes alemanes se asentaron en esa zona, viéndose esto reflejado en gran parte de su arquitectura.

Las principales áreas donde hay gran concentración de germano-canadienses en Canadá son:
- Toronto, Ontario: 220 135 hab.
- Vancouver, Columbia Británica: 187 410 hab.
- Winnipeg, Manitoba: 109 355 hab.
- Kitchener, Ontario: 93 325 hab.
- Montreal, Quebec: 83 850 hab.
- Sur de Saskatchewan.

### Ontario
Los Lealista del Imperio Unido de origen alemán que emigraron de los Estados Unidos, junto con los soldados alemanes que se quedaron en aquel país después de terminar su servicio, se instalaron en el valle del río San Lorenzo y los municipios del este de Quebec después de la Revolución Americana. Rápidamente se integraron en el entorno, a menudo cambiando sus nombres y la religión con el fin de lograrlo. El asentamiento por parte de dichos grupos en Ontario comenzó ya en 1784. 
Sin embargo, la mayor afluencia en Ontario, que comenzó en 1796, consistió en menonitas de Pensilvania, en gran parte porque la tierra cultivable en Pensilvania ya estaba ocupada. Los menonitas primero se establecieron en la región del Niágara, luego expandiéndose hacia el oeste de la zona alrededor de Waterloo. El asentamiento de Toronto (en aquel entonces llamado «York») se inició en parte gracias a los esfuerzos de un pequeño grupo procedente de Alemania a través del estado de Nueva York.
Hasta alrededor de 1820, gran parte de la migración alemana en el centro de Canadá había llegado indirectamente a través de los Estados Unidos. Tras la derrota de Napoleón, tuvo lugar una nueva ola de emigración alemana a América del Norte directamente desde Europa. Para muchas personas el destino final era todavía los Estados Unidos, pero otros, como artesanos, comerciantes y agricultores, encontraron su nuevo hogar en Ontario. 
Muchos continuaron estableciéndose en las mismas zonas que los menonitas precedentes. Muchas personas de origen alemán, sobre todo en la región de Waterloo, han conservado gran parte de su identidad étnica y, en algunas comunidades, su lengua.

### Saskatchewan
En Saskatchewan, los colonos alemanes vinieron directamente de Rusia, o después de 1914 de las Dakotas. Emigraron no como grandes grupos, sino como parte de una cadena de miembros de la familia, donde los primeros inmigrantes encontraban lugares adecuados y acogían a los demás. 
Formaron compactas comunidades de habla alemana construidas alrededor de una iglesia católica o luterana, y continuaron con las costumbres del Viejo Mundo. Eran agricultores que cultivaban trigo y remolacha. Eran alemanes de Rusia, alemanes de Bucovina, alemanes Rumania y alemanes de Dobruja y establecieron sus aldeas en un tramo de 40 millas de ancho al este de Regina.
Los alemanes operaron escuelas parroquiales a fin de mantener su fe religiosa, a menudo se ofrecía solo una hora de enseñanza del alemán a la semana, pero siempre han tenido una amplia cobertura de la religión. La mayoría de los niños católicos alemanes de 1910 asistieron a las escuelas donde se impartía enseñanza íntegramente en inglés.
En la época de 1900-1930, los católicos alemanes en general, votaron por el boleto liberal (en lugar de los derechos de las provincias conservadoras y los billetes), viendo a los liberales como más dispuestos a proteger a las minorías religiosas. De vez en cuando votaron a favor de los conservadores o a los candidatos independientes que ofrecían un mayor apoyo a la financiación pública de las escuelas parroquiales.
La Alemania nazi hizo un esfuerzo sistemático para hacer proselitismo entre los alemanes de Saskatchewan, en la década de 1930. Menos del el 1 % aprobaron su mensaje, pero algunos emigraron a Alemania antes de que el sentimiento antinazi llegase a ser abrumador en 1939.

## Contribución en los deportes
En la década de 1980, el hockey sobre hielo alemán comenzó una campaña de reclutamiento en Canadá, dirigido a los jugadores de hockey sobre hielo canadiense de ascendencia alemana. El término Deutsch-Kanadier se convirtió en sinónimo de Alemania, con los jugadores. Su contribución añadió en gran medida la mejora del deporte y de la selección nacional en Alemania. 
Los críticos sin embargo, también culpan a esos jugadores de una reducción en el número de jugadores alemanes nacidos en dicho país para jugar a nivel de élite. Algunos de ellos, al igual que Harold Kreis, permanecen estrechamente relacionados con el deporte en Alemania. Algunos de los más conocidos son:
- Harold Kreis
- Roy Roedger
- Jack Brand (futbolista)
- Werner Winsemann (árbitro de fútbol)
- Manfred Wolf
- Karl Friesen
- Peter Ascherl

## Idiomas
La mayoría habla el inglés, seguido del francés. Muchos germano-canadienses conservan el idioma alemán.

## Religión
La gran mayoría son cristianos protestantes, principalmente luteranos, seguidos de católicos y en menor medida judíos.